# 国際連合安全保障理事会決議103
国際連合安全保障理事会決議103（こくさいれんごうあんぜんほしょうりじかいけつぎ103、英: United Nations Security Council Resolution 103, UNSCR103）は、1953年12月3日に国際連合安全保障理事会で採択された決議。サンマリノと国際司法裁判所（ICJ）の関係についてのもので、同国が国際司法裁判所の規定に参与することを認めるための条件を設定し総会に勧告した。

## 概要
サンマリノ政府としての署名に加え、下記をサンマリノのICJの規定への参与認可の条件とした。
- （a）ICJの法令の規定の受諾
- （b）憲章の第94条に基づく国連加盟国のすべての義務の受諾
- （c）日本政府と協議した上で、総会が随時評価する裁判所の経費に貢献すると約束すること。

決議は、棄権したソビエト連邦以外の10国全てが賛成票を投じて採択された。

## 詳細
以下はその和訳。
安全保障理事会は、
国際連合憲章第93条第2項に従い、総会が、サンマリノ共和国の国際司法裁判所規程の当事者になるための条件を次のように決定することを勧告する。
サンマリノ共和国は、共和国政府を代表して署名し、かつ、サンマリノ共和国の憲法上要求される場合には批准した、次の事項を含む証書を国際連合事務総長に寄託した日に、この規約の締約国となる。

(a) 国際司法裁判所規程の規定の受諾。
(b) 国際連合憲章第九十四条の規定による国際連合加盟国のすべての義務の受諾。
(c) サンマリノ政府と協議の上、総会が随時評価する公平な額の裁判所の経費を拠出すると約すること。